# Station Nagahama
Station Nagahama  (長浜駅,  Nagahama-eki) is een spoorwegstation in de Japanse stad Nagahama. Het wordt aangedaan door de Biwako-lijn en de Hokuriku-lijn. Het station heeft vier sporen, gelegen aan twee eilandperrons.

Het station heeft de eer het oudste, nog bestaande station in Japan te zijn, hoewel het niet het oudste station is. Het stationsgebouw zelf is echter als museum in gebruik.

## Treindienst

### JR West
Naast de Biwako-lijn en de Hokuriku-lijn doen ook een aantal langeafstandstreinen dit station aan:
- Kitaguni , nachttrein: van Shin-Ōsaka naar Nagaoka via de Tōkaidō- en Hokuriku-lijn
- Shirasagi: van Nagoya naar Toyama via o.a. Maibara en Kanazawa

| 1 | ■ JR Biwako-lijn | richting Maibara, Kusatsu en Kioto               |
| 2 | ■ Hokuriku-lijn  | intercity richting Ōmi-Shiotsu, Tsuruga en Fukui |
| 3 | ■ Hokuriku-lijn  | stoptrein richting Ōmi-Shiotsu, Tsuruga en Fukui |
| 4 | ■ Hokuriku-lijn  | richting Maibara                                 |

## Geschiedenis
Het eerste station werd in 1882 geopend en in 1889 kreeg het de naam Nagahama. In 1903 en 1955 werden er nieuwe stations gebouwd. Sinds 2000 is het oudste stationsgebouw in gebruik als een museum.

## Overig openbaar vervoer
Bussen van het stadsnetwerk van Nagahama.

## Stationsomgeving
Het station bevindt zich in het centrum van Nagahama en nabij het Biwameer. Derhalve zijn er relatief veel winkels, restaurants en hotels te vinden, alsmede enkele toeristische attracties.

### Openbare gebouwen
- Stadhuis van Nagahama
- Nagahama Tetsudō Square (spoorwegmuseum)
- Geschiedkundig museum van Nagahama
- Keiun-hal
- Narita-museum
- Bibliotheek van Nagahama

### Winkels en restaurants
- Heiwadō (supermarkt)
- Shiga Bank
- Kurokabe Square (winkelpromenade)
- FamilyMart

### Hotels
- Nagahama Royal Hotel
- Kita Biwako Hotel
- Green Hotel Nagahama

### Overig
- Haven van Nagahama
- Daitsū-tempel
- Nagahama Hachiman-tempel
- Shana-tempel
- Hōkoku-schrijn
- Ruïnes van het kasteel van Nagahama
- Nagahama Tower